# Pavonia kearneyi
Pavonia kearneyi är en malvaväxtart som beskrevs av D. M. Bates. Pavonia kearneyi ingår i släktet påfågelsmalvor, och familjen malvaväxter. Inga underarter finns listade i Catalogue of Life.